# Лумина (1903 – 1908)
Вижте пояснителната страница за други значения на Лумина.
„Лумина (на румънски: Lumina, в превод Светлина) е арумънско месечно списание в Битоля, редактирано от комитет в състав Думитру Космулей (директор), Георге Зука, Николае Бацария, Стерие Чюмети, Ташку Пучеря, Адам Н. Кое. Подзаглавието е „Народно списание на румънците от Османската империя“. Администрацията на списанието е в Битоля, но то се печата в Букурещ. От 1904 година директор на списанието е Бацария, а от 1905 – Йон Арджинтяну.
В първи брой е публикувана програмата на изданието:
| „ | Ще работим без да държим сметка за жертвите, които ще трябва да направим, ръководени единствено от мисълта за добруване. Няма да мислим за материална отплата, защото стопанисването е, което носи щастие. Нямаме претенциите, че ще дадем изява само на неща, само дочувани и само виждани. „Лумина“ има литературно-педагогическа цел и ще публикува разнообразни статии, желаейки да заинтересова своите читатели. Политическите идеи няма да намерят нашето гостоприемство. Три четвърти от съдържанието на списанието ще са писани на литературен румънски език и една четвърт – само на македонорумънски диалект. Така ние вярваме, че ще се разпространи чистата румънска реч и така ще се види родството на езика от Кралството с този от Македония. Някои, може би ще искат списанието изцяло да е списвано на диалект, но нека те си припомнят, че дъщерята е по-малка от майка си, и че диалектите се запазват, но не се култивират. С доверие и любов, молим читателската публика да си купи, според силите това списание, и да го има в дома си, на почетно място. | “ |

„Лумина“ е смятано за най-доброто арумънско списание. В него пишат многобройни арумънски интелектуалци от Македония, сред които Нида Бога, Зику Арая (стихотворението „Вангелица“), Йон Арджинтяну, Василе Диаманди-Аминчяну, Зику Арая, Ташку Трифон и спорадично Теодор Капидан, Георге Мурну, Константин Белимаче (стихотворението „Една песен“), Ташку Илиеску.
В периода 1907 – 1908 година списанието е дотирано от румънската държава със сумата от 2880 леи. В края на 1908 година прекратява съществуването си.